# Intersubjectiviteit
Intersubjectiviteit is het delen van dingen (objecten) door meerdere mensen (subjecten). Het woord intersubjectief stamt uit het Latijn en betekent letterlijk 'tussen de subjecten'. Intersubjectief is niet puur subjectief, in de beleving van één mens, of objectief, onafhankelijk van de beleving van mensen.

## Taal
Taal is per definitie een inter-subjectief gegeven. Taal wordt gedeeld door meerdere mensen/subjecten: sprekers van een gegeven landstaal begrijpen elkaars taaluitingen. Filosoof Martin Stokhof formuleert in zijn boek Taal en betekenis (2000) een meer formele beschrijving van de intersubjectiviteit van taal:
Als B begrijpt wat A zegt, en C begrijpt wat A zegt, dan begrijpen B en C 'hetzelfde'.
Sommige filosofen stellen dat intersubjectiviteit gradueel is: B en C begrijpen soms meer en soms minder hetzelfde. Anderen vinden intersubjectiviteit zelfs geheel problematisch omdat de overeenkomst tussen het begrip van B en van C niet wordt afgeleid, maar wordt aangenomen.

## Theorievorming in de wetenschap
Wetenschappelijke theorievorming is een ander voorbeeld van intersubjectiviteit. Via een (vaak internationale) peer review wordt vastgesteld of de door een individuele wetenschapper (of een onderzoeksgroep) gevolgde onderzoeksmethoden en daaruit getrokken conclusies wetenschappelijk houdbaar zijn.